# Cuarteto para cuerdas (Verdi)

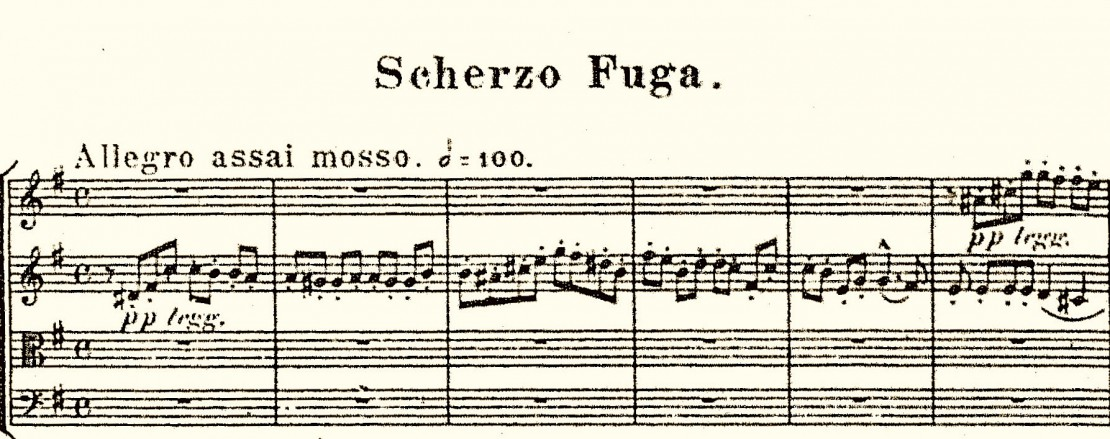
Partitura del Scherzo Fuga.

El Cuarteto para cuerdas en mi menor es un cuarteto de cuerdas compuesto por Giuseppe Verdi en la primavera de 1873 durante una producción de Aida en Nápoles. Es la única obra de cámara del catálogo de Verdi que se ha conservado.

## Historia
La producción de Verdi de Aida a principios de marzo de 1873 se retrasó debido a la repentina enfermedad de la soprano Teresa Stolz. Verdi centró su tiempo en Nápoles en la escritura de su primera obra de cámara, el Cuarteto de cuerda en mi menor. La obra se estrenó dos días después del estreno de Aida durante un recital informal en su hotel el 1 de abril de 1873. Los nombres de los artistas originales sobreviven solo como hermanos Pinto, violines, Salvadore, viola y Giarritiello, violonchelo.
Verdi comentó sobre la obra, diciendo: «He escrito un cuarteto en mis momentos de ocio en Nápoles. Lo hice una noche en mi casa, sin darle la menor importancia y sin invitar a nadie en particular. Solo los siete u ocho personas que generalmente vienen a visitarme estuvieron presentes. No sé si el cuarteto es hermoso o feo, ¡pero sí sé que es un cuarteto!».
El cuarteto también existe en una versión para orquesta de cuerdas de Arturo Toscanini.

## Estructura
El Cuarteto tiene partitura para el conjunto habitual de cuarteto de cuerdas de dos violines, viola y violonchelo.
1. Allegro
2. Andantino
3. Prestissimo
4. Scherzo Fuga. Allegro assai mosso